# 청리면
청리면(靑里面)은 대한민국 경상북도 상주시의 면이다.

## 행정 구역
- 원장리
- 월로리
- 청하리
- 청상리
- 마공리
- 가천리
- 하초리
- 수상리
- 덕산리
- 율리
- 삼괴리
- 학하리

## 역대 면장
- 1대 조인구 (1946.1 ~ 1951)
- 2대 김태진 (1951 ~ 1952)
- 3대 이석영 (1952 ~ 1954)
- 4대 김태진 (1955 ~ 1960)
- 5대 박수헌 (1960.1 ~ 1960.12)
- 6대 정운개 (1960.12 ~ 1961.7)
- 7대 노성원 (1961.8 ~ 1961.9)
- 8대 김한광 (1961.9 ~ 1962.1)
- 9대 박화용 (1962.1 ~ 1962.5)
- 10대 박원단 (1962.5 ~ 1966.11)
- 11대 성선환 (1966.11 ~ 1969.3)
- 12대 김윤경 (1969.3 ~ 1970.6)
- 13대 성선환 (1970.6 ~ 1970.10)
- 14대 이석덕 (1970.10 ~ 1971.10)
- 15대 박희태 (1971.10 ~ 1973.3)
- 16대 이석덕 (1973.3 ~ 1976.1)
- 17대 조돈희 (1976.1 ~ 1976.11)
- 18대 최창문 (1976.11 ~ 1983.2)
- 19대 이준건 (1983.2 ~ 1989.12.28)
- 20대 김재철 (1989.12.30 ~ 1993.1.1)
- 21대 정환수 (1993.1.2 ~ 1994.12.31)
- 22대 김석철 (1995.1.1 ~ 1997.7.10)
- 23대 송석화 (1997.7.11 ~ 1998.6.30)
- 24대 박상학 (1998.10.19 ~ 2002.2.29)
- 25대 전상호 (2009.4.12 ~ 2004.2.29)
- 26대 김정현 (2004.3.1 ~ 2007.6.30)
- 27대 류지상 (2007.7.1 ~ 2008.2.27)
- 28대 손석정 (2008.2.28 ~ 2009.2.10)
- 29대 권용훈 (2009.2.11 ~ 2011.8.15)
- 30대 민경덕 (2011.8.16 ~ 2011.1.20)
- 31대 손석정 (2011.1.21 ~ 2011.7.14)
- 32대 권영철 (2011.7.20 ~ 2012.12.31)
- 33대 조식연 (2013.1.1 ~ 2014.7.13)
- 34대 조병두 (2014.7.14 ~ 2015.7.12)
- 35대 김주태 (2015.7.13 ~ 2016.6.30)
- 36대 박우현 (2016.7.1 ~ 2017.6.30)
- 37대 이용희 (2017.7.1 ~ 2018.9.16)
- 38대 이신우 (2018.9.17 ~ 2019.12.31)
- 39대 사덕수 (2020.1.1 ~ 2021.12.31)
- 40대 권용백 (2022.1.1 ~ 2023.6.30)
- 41대 우광화 (2013.7.1 ~ 현재)